# Mill Hill (Kent)
Mill Hill – dzielnica miasta Deal, w Anglii, w Kent, w dystrykcie Dover. W 2011 roku dzielnica liczyła 7851 mieszkańców.